# Jiří Roskot
Jiří Roskot (* 5. dubna 1991, Praha) je český divadelní a filmový herec. Vystudoval hudebně dramatický obor na Pražské konzervatoři. V letech 2019–2025 byl členem souboru Divadla na Vinohradech. 

## Divadelní role (výběr)

### Divadlo na Vinohradech

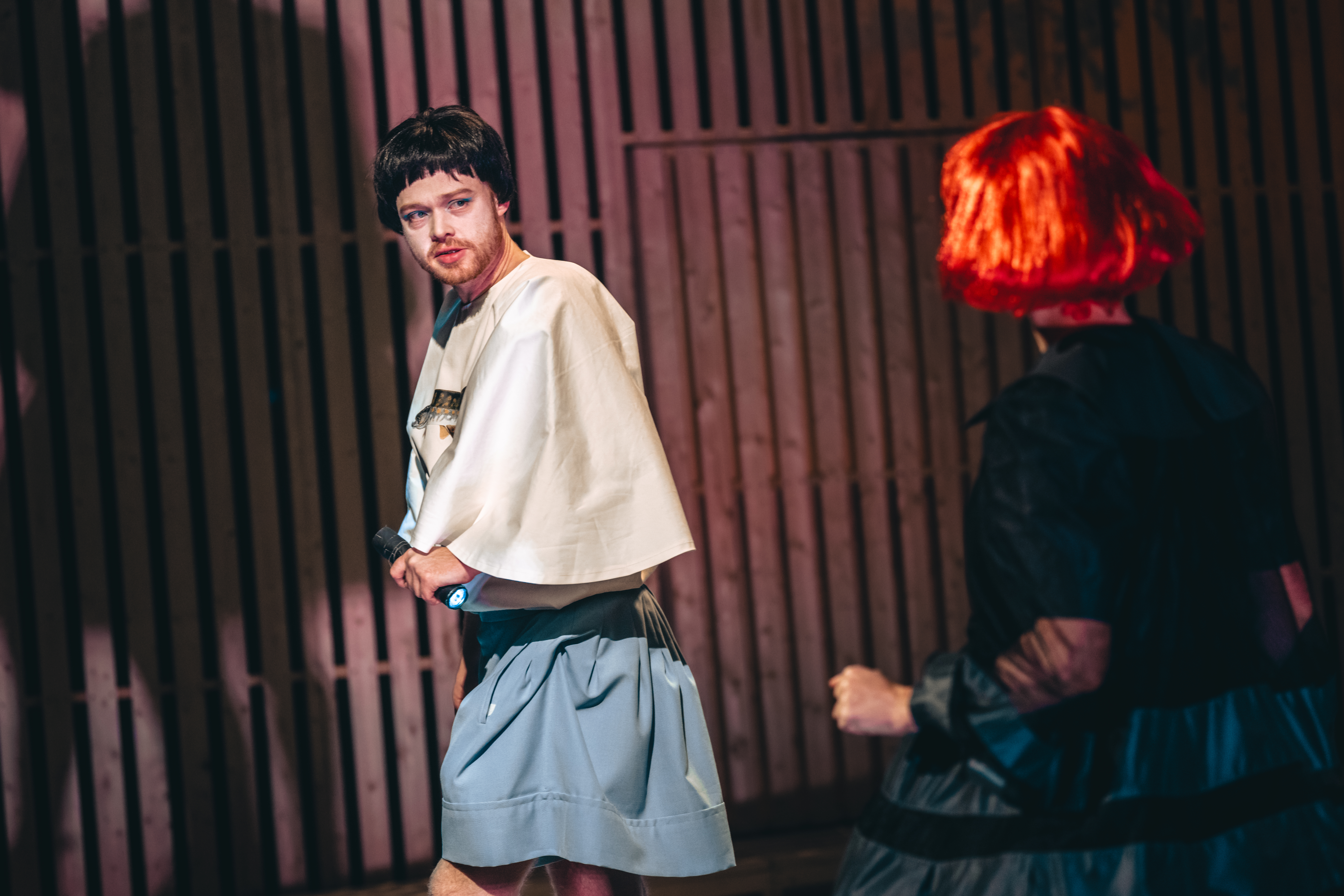
Jiří Roskot v roli Štiky v inscenaci Lakomec, Divadlo na Vinohradech, foto Petr Chodura (2023)

- 2019 William Shakespeare: Romeo a Julie, režie: Juraj Deák, premiéra: 12. prosince 2015, role: Benvolio
- 2019 Penelope Skinner: Ahoj, krásko! (Linda), režie: Juraj Deák, česká premiéra: 17. května 2019, role: Luke
- 2019 William Shakespeare: Jak se vám líbí, režie: Juraj Deák, premiéra: 13. prosince 2019, role: Silvius
- 2020 Jan Vedral podle Olgy Scheinpflugové: Český román, režie: Radovan Lipus, světová premiéra: 11. září 2020, role: Rudoarmějec – Mladý herec
- 2020 Milan Uhde – Miloš Štědroň: Balada pro banditu, režie: Juraj Deák, premiéra: 2. října 2020, role: Jura
- 2021 Nathaniel Richard Nash: Obchodník s deštěm, režie: Juraj Deák, premiéra: 1. září 2021, role: Jim
- 2021 Guy de Maupassant – Vladimír Čepek: Miláček, režie: Šimon Dominik, premiéra: 3. prosince 2021, role: Klepáček
- 2022 Daniel Majling: Láska! Prsty! Salman Rushdie!, režie: Barbora Mašková, premiéra: 4. června 2022, role: Soetkin
- 2022 George Bernard Shaw: Člověk nikdy neví, režie: Šimon Dominik, premiéra: 18. listopadu 2022, role: Phill
- 2022 Jan Vedral podle Josefa Škvoreckého: Danny Smiřický (Příběhy inženýra lidských duší), režie: Radovan Lipus, světová premiéra: 27. ledna 2023, role: Lexa – Hejl – Třetí disident
- 2023 Molière: Lakomec, režie: Pavel Khek, premiéra: 20. října 2023, role: Štika
- 2024 Carlo Goldoni: Poprask na laguně, režie: Juraj Deák, premiéra: 20. prosince 2024, role: Beppo